# Milan Chladil

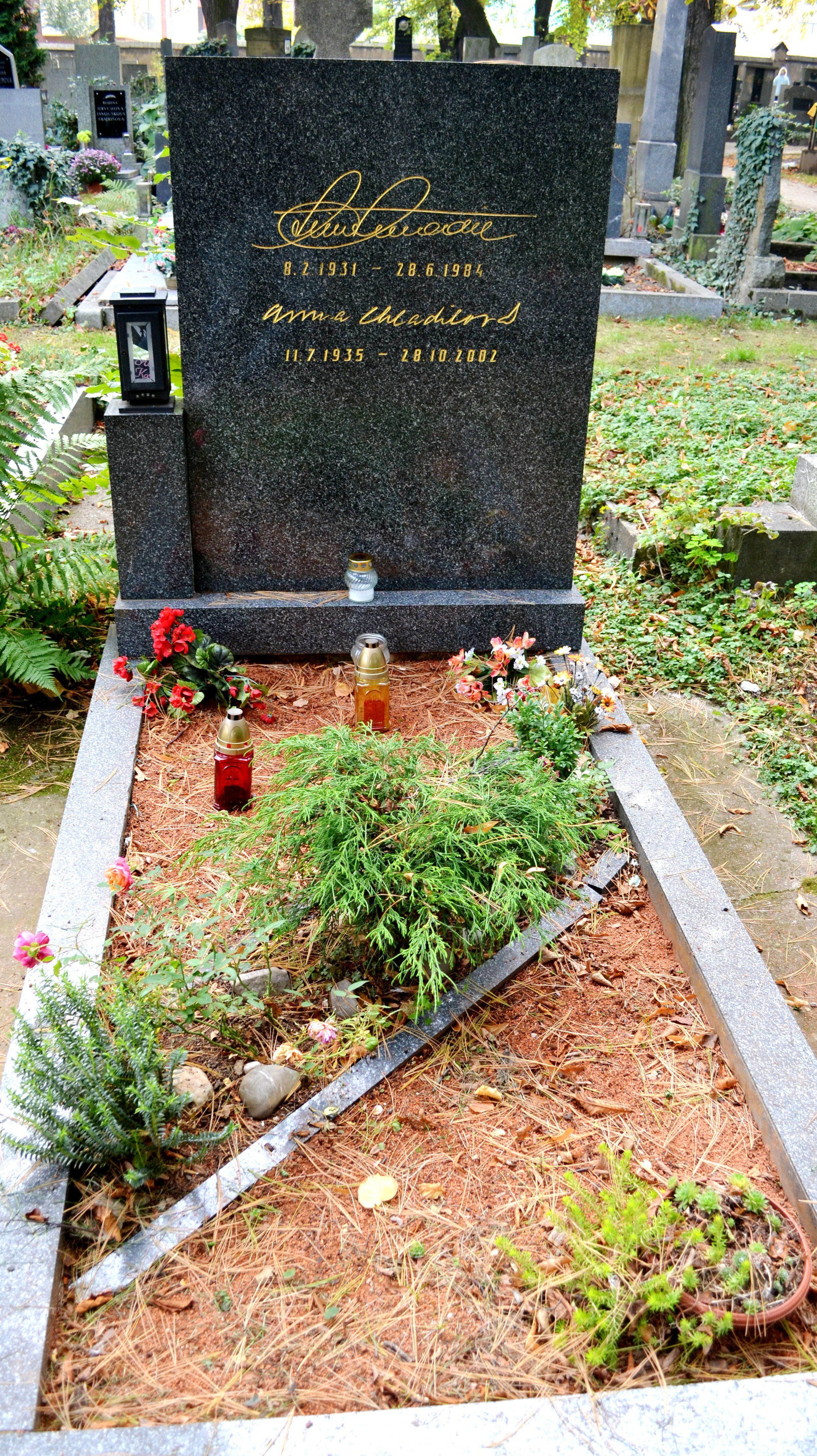
Hrob na hřbitově v Praze 6 – Střešovicích

Milan Chladil (8. února 1931 Brno – 28. června 1984 Praha) byl český zpěvák.

## Život
V Brně se na přání otce, který byl krejčí, vyučil stejnému řemeslu a pak vystudoval obchodní školu. V letech 1949–1954 začal v Brně zpívat s orchestrem Erika Knirsche. Zpěv začal studovat na konzervatoři v Brně, studium dokončil v letech 1954–1957 na konzervatoři v Praze. Pak chodil na soukromé hodiny u Konstantina Karenina.
V letech 1954–1956 vystupoval s orchestrem Zdeňka Bartáka, kde se setkal se zpěvačkou Yvettou Simonovou. Roku 1956 krátce zpíval v jazzové kapele Kamila Hály. Ve stejném roce přešel do Orchestru Karla Vlacha, kde působil jako hlavní sólista, spolu se svou kolegyní Yvettou Simonovou. S ní nazpíval řadu duetů. Mezi nejznámější patří O nás dvou, My dva a čas, Sladké hlouposti, Až na severní pól nebo Sentimentální. V tomto orchestru působil 28 let. Výsledkem dlouhodobé spolupráce s Karlem Vlachem je asi 350 nahrávek různých písní, mnoho nahrávek pro Československý rozhlas a Československou televizi. Kromě svého mateřského Orchestru Karla Vlacha příležitostně vystupovali i s různými dalšími tanečními orchestry, např. s Tanečním orchestrem Československého rozhlasu, Orchestrem Československé televize nebo Orchestrem Václava Hybše. Mimo to vystupoval také s vlastní kapelou. Své uplatnění našel i jako muzikálový a operetní zpěvák, zejména v Hudebním divadle Karlín – např. v muzikálu My Fair Lady a v operetě Na tý louce zelený. V roce 1964 se v anketě Zlatý slavík umístil na druhém místě za Karlem Gottem.
Mezi jeho koníčky patřil sport. V Brně hrál první ligu basketbalu, věnoval se i fotbalu, volejbalu, nohejbalu a tenisu. Byl fanouškem pražské Slávie. Podobně jako Karel Vlach vlastnil sbírku plnicích per. Zajímavým koníčkem Milana Chladila bylo šití – podle nedoložených tvrzení dokonce vystupoval v oblecích, které si sám ušil. S manželkou Annou měl dceru Alexandru, provdanou Grygarovou.
Zemřel v roce 1984 cestou z vystoupení v Kašperských Horách.

## Nejznámější písně (výběr)
- Až na severní pól
- Dívka, jež prodává růže
- Chtěl bych mít kapelu (také jako půvabná filmová píseň)
- Je krásné lásku dát
- Je nás jedenáct
- Té, kterou mám rád
- Teď už je ráno
- Toulavá
- Ulice, kde bydlíš ty
- Vždyť je léto
- Granada

## Dueta s Yvettou Simonovou (výběr)
- Dáme si do bytu
- Děti z Pirea
- My dva a čas
- O nás dvou
- Sladké hlouposti

## Ocenění
- 1964 Zlatý slavík – 2. místo

## Diskografie

### Gramodesky
- Tys to hochu všechno spískal – Yvetta Simonová/Kdo chce lásku dát – Milan Chladil – Supraphon, SP
- Znám jednu zemi – Milan Chladil/Neberou – Karel Štědrý – Supraphon, SP
- Přijď k nám Dolly – Milan Chladil/Zavři oči – Yvetta Simonová – Supraphon, SP
- Amore,amore – Milan Chladil, Yvetta Simonová/Pražská děvčata – Waldemar Matuška- Supraphon, SP
- Bílá růže – Milan Chladil/Náramek – Helena Vondráčková – Supraphon, SP
- Moje Kakaové baby – Milan Chladil/Mít rád – Jiří Popper – Supraphon, SP (Pozn. Karel Vlach se svým orchestren)
- Pigalle – Milan Chladil/Trošku jiná – Jarmila Veselá – Supraphon, SP
- Létat a zpívat (Volare) – Milan Chladil/Přísahám, že tě mám rád (With All My Heart) – Rudolf Cortés – Supraphon, SP
- 1960 Milan Chladil – Snění, to pro mě není / Judita Čeřovská – Slib že sejdem se /druhá strana: Pavlína Filipovská – Nej, nej, nej…/ Josef Zíma – Kytička fialek – Supraphon, SP
- 1964 Volání divokých husí – Supraphon papierové LP
- 1965 U Kokořína – Milan Chladil a Jaromír Mayer/ Práskni do koní – Jaromír Mayer – Supraphon, SP
- 1965 Přijď k nám, Dolly – Milan Chladil /Zavři oči – Yvetta Simonová – Supraphon, SP
- 1965 Jipi Jou – Milan Chladil/Láska není kvíz – Pavlína Filipovská – Supraphon, SP
- 1966 Ačkoli – Yvetta Simonová a Milan Chladil/Polibek visí na vlásku – Judita Čeřovská – Supraphon, SP
- 1966 Pohádka o konvalinkách – Yvetta Simonová a Milan Chladil/Tichý kout – Josef Zíma – Supraphon, SP
- 1967 Její láska – Jaromír Mayer/Už se cítím líp – Milan Chladil – Supraphon, SP
- 1967 Měsíc mi nedá spát – Milan Chladil/Sbohem smutku – Václav Neckář – SP
- 1967 Její láska – Jaromír Mayer/Už se cítím líp – Milan Chladil – Supraphon, SP
- 1968 Jen račte dál – Supraphon
- 1969 Kachňátko – Milan Chladil/Už je se vším amen – Milan Chladil – Supraphon, SP
- 1969 Matylda – Milan Chladil/Pohrdám – Milan Chladil – Supraphon, SP
- 1969 Jen račte dál – Supraphon
- 1970 Milan Chladil – Supraphon (Pozn. Milan Chladil – Zpěvák Supraphonu)
- 1970 Za rok se vrátím – Milan Chladil/Není, není ještě květen – Milan Chladil – Supraphon, SP
- 1971 San Berdnadino – Milan Chladil/Rád sázku vzdám – Milan Chladil – Supraphon, SP
- 1972 Lásko, lásko odvátá – Milan Chladil/Tvá ústa medová – Milan Chladil – Supraphon, SP
- 1972 Žena sem, žena tam – Milan Chladil/Milan Chladil – A ještě víc – SP
- 1972 Vítr, déšť a já – Milan Chladil/Pro tebe – Milan Chladil – Supraphon, SP
- 1972 Pujdu za tebou – Supraphon , SP
- 1975 Milan Chladil – Supraphon 1931-19 Milan Chladil
- 1984 Za rok se vrátím…
- 1984 Milan Chladil – Supraphon Granada / Je krásné lásku dát / Za rok se vrátím / Té, kterou mám rád (EP)

### CD
- 1995 Ať hudba dále zní (20x) – Sony Music/Bonton (Pozn. 20x Milan Chladil – Ať hudba dále zní)
- 1999 Jako tenkrát 20x – Sony BMG Music (Pozn. 20x Milan Chladil – Jako tenkrát)
- 2000 Hity Milana Chladila – Český Rozhlas
- 2000 Chtěl bych mít kapelu
- 2004 Ať hudba dále zní (20x) – Bonton (Pozn. 20x Milan Chladil – Ať hudba dále zní – reedice z roku 1995)
- 2005 Lásko, lásko odvátá – FR Centrum

### Alba s Yvettou Simonovou
- 1966 Pohádka o konvalinkách – Yvetta Simonová a Milan Chladil/Tichý kout – Josef Zíma – Supraphon, SP
- 1966 O nás dvou – Supraphon
- 1970 O nás dvou – Supraphon (CD 1990)
- 1971 My dva a čas – Supraphon
- 1977 K vám jdem, k vám – Supraphon
- 1983 Kulatý svět
- 1987 My dva…'
- 1988 My dva – Supraphon
- 1990 O nás dvou – Supraphon (LP 1970)
- 1991 O nás dvou – Supraphon
- 1996 My dva a čas – Sony Music / Bonton
- 1998 Písničky z archívu – Za rok se vrátím – DJ World Plus
- 1998 20x…VOL.2 – Sony Music / Bonton
- 1998 20x Simonová, Chladil - Ty jsi má láska
- 2000 My dva a čas – Saturn
- 2000 Kulatý svět – FR centrum
- 2001 Ty jsi má láska – (písně Ten kdo nemá rád, Jedna denně nestačí a Jen ty a já – zpívají: S&Ch a Marie Rottrová, Jiří Štědroň, Marta a Tena Elefteriadu, Bob Frídl, Jana Robbová, Karel Hála.
- 2005 Sladké hlouposti – Supraphon (2 CD)
- 2007 My dva a čas – FR centrum (DVD)

### Kompilace
- Staropražské písničky – Reader's Digest (4 CD) – cd3- 04. Pavlína Filipovská a Milan Chladil – Já bych chtěl mít tvé foto
- 1991 Nejlepší dueta 1961 – 1971 – Supraphon
- 1993 Hybš hraje Karla Hašlera – Supraphon – 01 až 05 – Naďa Urbánková, Karel Hála, Milan Chladil, orchestr Václava Hybše
- 1993 Hity 1960 – 06, Simonová & Chladil – 06. Dáme si do bytu / 10. Ať hudba dále zní / 12. Kdo chce lásku dát / 15. Diana / 22. Mackie Messer
- 1993 Hity 1961 – 03. Chtěl bych mít kapelu / 06. SIMONOVÁ & CHLADIL – O nás dvou / 11. Ulice, kde bydlíš Ty / 16. Pigalle / 20. Jezdím bez nehod
- 1992 Hity 1962 – 03. Je nás jedenáct / 05. SIMONOVÁ & CHLADIL – Až na severní pól /13. SIMONOVÁ & CHLADIL – Děti z Pirea
- 1992 Hity 1963 – 09. Simonová & Chladil – Amore, Amore / 18. SIMONOVÁ & CHLADIL -Sentimentální
- 1992 Hity 1964 – 09. Karel Gott, Milan CHLADIL – Je krásné lásku dát / 14. Přijď k nám, Dolly / 19. SIMONOVÁ & CHLADIL – Santa Anna Maria / 21. Volání divokých husí
- 1992 Hity 1964 2 – 16. Simonová & Chladil – Kde je tvůj pláč
- 1992 Hity 1965 – 23. Milan Chladil & Jaromír Mayer – U Kokořína
- 1992 Hity 1965 2 – 03. Na mou věru / 09. Vždyť je léto
- 1993 Hity 1966 – 15. Simonová & Chladil – Pohádka o konvalinkách
- 1996 Hity 50. let 3 – Supraphon
- 2002 Jako kotě si příst – Jiří Grossmann – Supraphon – 19. Po půlnoci – Milan Chladil a Milan Drobný
- 2002 Kam zmizel ten starý song – Zdeněk Borovec – Supraphon – 02. Simonová & Chladil – Sladké hlouposti / 04. M. Chladil – Přijď k nám, Dolly / 18. Simonová & Chladil – My dva a čas
- 2002 Když jdou na mužskýho léta – Eduard Krečmar – Supraphon S&CH – 10. Neztrácej víru v lásku mou (Don't Forget To Remember)/S&CH 21. Já lásku vřele odmítám (I'll Never Fall In Love Again)
- 2004 Jak ten čas letí – Písničky Zdeňka Petra – Radioservis – 16. Znám všechny krčmy v Madridu
- 2006 Bílá orchidej – Supraphon – 20 písniček věčně populárních
- 2007 Naše hity 5 – Supraphon – 02. Amore, Amore (Tic-ti,Tac-ta) – Yvetta Simonová, Milan Chladil
- Chtěl bych mít kapelu – Karel Vlach – Saturn – Y. Simonová (1,9,10,14), M. Chladil (12,17), Simonová & Chladil (6,8,16), Chladil & Vlasta Průchová(5)